# Денят на влюбените
„Денят на влюбените“ (на английски: Valentine's Day) е американска романтична трагикомедия от 2010 г. на режисьора Гари Маршъл, по сценарий на Катрин Фугате, Аби Кон и Марк Силвърщайн. Във филма участват Джесика Алба, Кати Бейтс, Джесика Бийл, Брадли Купър, Ерик Дейн, Патрик Демпси, Хектор Елисондо, Джейми Фокс, Дженифър Гарнър, Тофър Грейс, Ан Хатауей, Картър Дженинс, Ащън Къчър, Куин Латифа, Тейлър Лаутнър, Джордж Лопес, Шърли Маклейн, Ема Робъртс, Джулия Робъртс, Брайс Робинсън и Тейлър Суифт в нейният филмов дебют. Филмът получи негативни отзиви.

## Актьорски състав
| Роля                 | Изпълнител      |
| -------------------- | --------------- |
| Морли Кларксън       | Джесика Бийл    |
| Сюзън Моралез        | Кати Бейтс      |
| Кара Монахан         | Джесика Бийл    |
| Холдън Уилсън        | Брадли Купър    |
| Шон Джаксън          | Ерик Дейн       |
| Д-р Харисън Коупланд | Патрик Демпси   |
| Едгар Падингтън      | Хектор Елисондо |
| Келвин Мур           | Джейми Фокс     |
| Джулия Фицпатрик     | Дженифър Гарнър |
| Джейсън Морис        | Тофър Грейс     |
| Елизабет Кюрън       | Ан Хатауей      |
| Александър Франклин  | Картър Дженкинс |
| Рийд Бенет           | Ащън Къчър      |
| Паула Томас          | Куин Латифа     |
| Уилям Харингтън      | Тейлър Лаутнър  |
| Алфонсо Родргиез     | Джордж Лопес    |
| Естел Падингтън      | Шърли Маклейн   |
| Грейс Смарт          | Ема Робъртс     |
| Катрин Хейзълтайн    | Джулия Робъртс  |
| Едисън               | Брайс Робинсън  |
| Фелисия Милър        | Тейлър Суифт    |

## В България
В България филмът е пуснат по кината на същата дата от Александра Филмс.
На 14 февруари 2016 г. е излъчен по bTV с разписание неделя от 20:00 ч., с български войсоувър дублаж, направен в студио Медиа Линк. Екипът се състои от:
| Озвучаващи артисти  | Вилма Карталска Ирина Маринова Николай Николов Христо Чешмеджиев Александър Воронов |
| Преводач            | Моника Спасова                                                                      |
| Тонрежисьор         | Цветан Дацов                                                                        |
| Режисьор на дублажа | Мария Ангелова                                                                      |